# Abdullo Tangriyev
Abdullo Tovashevich Tangriyev (ur. 28 marca 1981) – uzbecki judoka, wicemistrz olimpijski, trzykrotny brązowy medalista mistrzostw świata.
Startuje w kategorii ponad 100 kg. Jego największym osiągnięciem jest srebrny medal igrzysk olimpijskich w Pekinie, przegrywając w finałowym pojedynku z Japończykiem Satoshi Ishii. Trzykrotnie zdobywał brązowe medale mistrzostw świata (2003, 2007, 2009) oraz trzykrotnie mistrzostwo Azji (2003, 2005, 2007). Trzykrotny medalista igrzysk azjatyckich – w 2002 roku zdobył srebro w Pusan w kategorii open, cztery lata później w Dosze brąz w kategorii powyżej 100 kg, a w 2010, w Kantonie, srebrny w kategorii powyżej 100 kilogramów.

## Osiągnięcia

### Igrzyska olimpijskie
| Igrzyska olimpijskie | Data             | Kategoria      | Miejsce |
| -------------------- | ---------------- | -------------- | ------- |
| Pekin 2008           | 15 sierpnia 2008 | powyżej 100 kg |         |

### Mistrzostwa świata
- 2003 Osaka –  brąz – open
- 2007 Rio de Janeiro –  brąz – open
- 2009 Rotterdam –  brąz – powyżej 100 kg